# 키덜트
키덜트(영어: Kidult)는 '키드'(Kid→어린이)와 '애덜트'(Adult→성인)의 합성어로 한국어로 어른이라고도 한다. 과거에는 심리학 용어인 '피터팬 증후군'이라고도 했다. 누구나 어린 시절 향수를 지니지만 그런 수준이 아니라 다 자란 이후에도 자신의 어린 시절 문화나 놀이, 감성 등을 추구하는 삶을 가리킨다.
키덜트는 법적으로 어른이 되었는데도 여전히 어렸던 시절의 분위기와 감성을 간직한 사람들을 일컫는다. 한국어 어른이는 '어린이'와 '어른'의 결합으로 탄생했다. 영어단어로 조합한 키덜트는 영어식 표현이 아니다. 비록 아이를 뜻하는 '키드'(kid)와 어른을 뜻하는 '애덜트'(adult)를 결합해 만들었지만 영어식 표현은 아니고 대한민국에서 조어한 콩글리시 단어다. 영어에서는 '덜 자란 어른'(immature adult) 또는 '유치한 어른'(childish adult)이 있었으며, 현재는 신조어로 십대, 청소년을 뜻하는 '애덜레슨트'(adolescent) 앞에 어른을 뜻하는 ' 애덜트'(adult)를 조합한 '애덜테슨트'(adultescent)가 있다.
대표적인 예로 어린 시절에 경험했던 갖가지 향수들을 여전히 잊지 못하고 그 경험들을 다시 소비하고자 하는 현상을 잡화(피겨, 플라스틱 모델, RC카, 레고, 아날로그 게임 등), 패션 등으로 어린 시절을 표현한다.
과거 심리학에서는 이런 현상을 영원한 소년(라틴어: Puer aeternus)이라는 개념으로 인식했다. 현재에는 피터팬 증후군이라고 부른다. 피터팬 증후군이라는 말은 영원한 소년의 대표적인 캐릭터인 피터팬에서 유래한 말이다.

## 같이 보기
- 팬덤
- 오타쿠
- 피터 팬 증후군